# Fontrabiouse
Fontrabiouse (katalanisch Font-rabiosa) ist eine französische Gemeinde mit 137 Einwohnern (Stand 1. Januar 2022) im Département Pyrénées-Orientales in der Region Okzitanien. Sie gehört zum Arrondissement Prades und zum Kanton Les Pyrénées catalanes.

## Nachbargemeinden
Nachbargemeinden von Fontrabiouse  sind Le Pla (Ariège) im Norden, Puyvalador im Osten, Formiguères im Süden, Orlu im Westen sowie Artigues (Ariège) im Nordwesten.

## Bevölkerungsentwicklung
| Jahr      | 1962 | 1968 | 1975 | 1982 | 1990 | 1999 | 2013 |
| Einwohner | 89   | 89   | 96   | 72   | 76   | 91   | 135  |

## Sehenswürdigkeiten
- Grotte von Fontrabiouse (1958 entdeckt)
- Kirche Saint-Sébastien
- Kirche von Espousouille